# Trigonophora empyrea
Trigonophora empyrea là một loài bướm đêm trong họ Noctuidae.